# Астигматизм ока
Астигматизм ока (з грец. «а» — відсутність, «стигма» — пляма або точка) — недолік ока, зумовлений несферичною формою рогівки або кришталика, за якого промені світла не фокусуються в одній точці. При астигматизмі ока промені світла, які виходять з однієї точки, неоднаково заломлюються в оці на різних його меридіанах (правильний астигматизм ока), або на різних відрізках одного меридіана (неправильний астигматизм ока), внаслідок чого на сітківці утворюється спотворене зображення.

## Клінічні ознаки
Основним симптомом є нечіткість зору, за якої складно розгледіти дрібні деталі як зблизька, так і здалеку. Око, яке страждає на астигматизм, чітко сприймає пряму лінію лише в одному меридіані.

## Види
Астигматизм може бути обумовлений нерівномірною кривизною рогівки або неправильною формою кришталика, залежно від чого розрізняють рогівковий й кришталиковий астигматизм.
Є дві форми рогівкового астигматизму: правильний, при якому рогівка має форму еліпсоїда обертання, а промені світла заломлюються на різних меридіанах по-різному (найчастіше вроджений, коригується), і неправильний, зумовленому помутніннями і рубцевими змінами рогівки, за якого не лише різні меридіани мають неоднакову заломну силу, а й кожний меридіан зокрема (найчастіше набутий, не коригується).
Залежно від розміщення сітківки відносно двох фокальних ліній розрізняють:
- складний міопічний астигматизм — фокальні лінії попереду сітківки;
- простий міопічний астигматизм — одна з фокальних ліній на сітківці, інша  — попереду;
- змішаний астигматизм — сітківка між фокальними лініями;
- простий гіперметропічний астигматизм — одна з фокальних ліній на сітківці, інша  — позаду;
- складний гіперметропічний астигматизм — фокальні лінії позаду сітківки.

При сфероастигматизмі виникає не астигматизм, а сферична аберація, яка за своїми проявами подібна, оскільки за неї промені також не фокусуються в одній точці.

## Причини виникнення
Причини виникнення астигматизму невідомі. Припускають, що спадковість мало впливає на розвиток астигматизму, але, з іншої точки зору, форма очного яблука, а отже, і спричинений її порушенням астигматизм, можливо, успадковується.
Якщо астигматизм прогресує, це може бути симптомом кератоконусу.
Індукований астигматизм (постопераційний астигматизм) — астигматизм, набутий як ускладнення після операції на оці, зокрема антиглаукомної. Астигматизм розвивається після антиглаукомної операції з імовірністю 40 % у ранньому післяопераційному періоді та 29 % протягом трьох місяців згідно з результатами дослідження, опублікованими в 2011-му році.

## Наслідки
Величину фізіологічного астигматизму, яка не впливає на зорову функцію та не потребує корекції, прийнято за 0,5 діоптрії.
Якщо не коригувати астигматизм, що потребує корекції, це збільшує навантаження на м'яз, який забезпечує акомодацію ока, оскільки, незалежно від його дії, на сітківці фокусуються лише ті чи інші фокусні лінії. Посилення спазму акомодації може прискорити прогресування відповідно короткозорості чи далекозорості.
Відсутність оптимальної оптичної корекції астигматизму впливає на формування нейронних зв'язків, що забезпечують формування повноцінних механізмів монокулярного, бінокулярного та глибинного зору. Якщо не здійснити корекцію астигматизму в дітей, коли такий астигматизм наявний лише в одного ока, це може спричинити амбліопію. Аметропії, тобто дефекти заломлювальної здатності ока, пов'язані з астигматизмом, можуть спричиняти меридіональну амбліопію, тобто таку, за якої знижується гострота зору при розрізненні предметів певної орієнтації.

## Діагностування
Лазерна ретинометрія дозволяє виявити асиметрію гостроти зору в вертикальному й горизонтальному меридіанах навіть за невеликого ступеня астигматизму (0,25—1,25). Основною перевагою цього методу є те, що внаслідок когерентності та монохромності лазерного випромінення він дає можливість досліджувати ретинальну гостроту зору в різних меридіанах незалежно від аномалій рефракції, аберацій і порушення прозорості оптичної системи.
Вимірювання астигматизму відносно однієї предметної точки або відносно однієї точки сітківки дає змогу встановити лише сумарний астигматизм, а для визначення його складових треба вимірювати в кількох зонах сітківки або відносно декількох точок поля зору ока.

## Корекція

### Окуляри та контактні лінзи
Астигматизм як аберацію оптичної системи можна компенсувати додавши до системи циліндричну лінзу. Зір при астигматизмі ока вдається тією чи іншою мірою покращити, користуючись окулярами з циліндричними скельцями або контактними лінзами.
Сенс оптичної корекції астигматизму в переміщенні головних фокальних ліній вздовж оптичної осі ближче до сітківки й зміні форми оптичного коноїда з метою суміщення фокальних ліній і фокусування паралельних променів у одній точці.
У разі корекції окулярами чи контактними лінзами не здійснюється хірургічного втручання в організм людини. Якщо товщина рогівки не дозволяє здійснити повну корекцію форми рогівки зміною її форми (як описано нижче), то носити окуляри чи лінзи доводиться також після операції.

### Заміна кришталика
У разі кришталикового астигматизму, корекцію може бути здійснено його заміною хірургічним шляхом.
Для корекції рогівкового астигматизму ока також застосовують штучні кришталики з циліндричними оптичними поверхнями.
Заміну кришталика як спосіб корекції астигматизму можуть суміщати із заміною кришталика, яку здійснюють для інших цілей.

### Зміна форми рогівки
Корекції форми рогівки передує топографія рогівки (англ. corneal topography). Наприклад, рогівковий топограф Orbscan II дозволяє безконтактно отримати карту рогівки зі стандартною похибкою середнього значення вимірювання товщини рогівки ±2,63 мікрон. Таке вимірювання займає 1,5 секунди.
Застосовують хірургічну процедуру усунення астигматизму шляхом послаблення більш сильного меридіану рогівки за допомогою мікронасічок в області крайньої периферії рогівки[неавторитетне джерело]. Сучасне обладнання може виконувати мікронасічки в автоматичному режимі, наприклад діамантовими мікролезами, що послаблює «сильний» меридіан протягом кількох тижнів[неавторитетне джерело].
Ексимер-лазерна корекція астигматизму здійснюється шляхом змінювання форми передньої поверхні рогівки. Серед лазерної субепітеліальної кератомії (LASEK) і Laser assisted in Situ Keratomileusis (LASIK), які є найбільш поширеними методами ексимер-лазерної корекції, перший є більш ефективним для корекції астигматизму за результатами дослідження, опублікованими 2012-го року.

## Історія
Хірургічну процедуру усунення астигматизму шляхом послаблення більш сильного меридіану рогівки за допомогою мікронасічок в області крайньої периферії рогівки застосовували з кінця 70-х років XX століття, однак її виконували вручну і за відсутності діагностичного обладнання для складання топографічної карти рогівки, яка давала б точну картину всіх особливостей заломлюючої сили рогівки та її товщини в усіх точках[неавторитетне джерело]. Існує щонайменше чотири найбільш популярних сучасних варіантів приладу, який виконує дугові насічки, один з яких, названий за ім'ям Іоанніса Г. Паллікаріса, застосовується, зокрема, в Україні.